# Collegio di Eltham
Eltham è stato un collegio elettorale situato nella Grande Londra, e rappresentato alla Camera dei comuni del Parlamento del Regno Unito. Eleggeva un membro del parlamento con il sistema first-past-the-post, ossia maggioritario a turno unico; il collegio è stato abolito in occasione della revisione periodica del 2024.

## Estensione
- 1983-1997: i ward del borgo londinese di Greenwich di Avery Hill, Coldharbour, Deansfield, Eltham Park, Herbert, Middle Park, New Eltham, Nightingale, Palace, Sherard, Sutcliffe, Tarn e Well Hall.
- 1997-2010: come sopra, meno Nightingale, e con in più Plumstead Common, Shrewsbury e Slade.
- 2010-2024: i ward del borgo londinese di Greenwich di Coldharbour and New Eltham, Eltham North, Eltham South, Eltham West, Kidbrooke with Hornfair, Middle Park and Sutcliffe e Shooters Hill.

Il collegio si trovava nel borgo reale di Greenwich, nel sud-est di Londra. Prima del 1983, il collegio che copriva l'area era denominato Woolwich West.
Eltham confinava con i collegi di Bromley and Chislehurst, Erith and Thamesmead, Greenwich and Woolwich, Lewisham East, Old Bexley and Sidcup

## Membri del parlamento
| Elezione | Elezione | Deputato         | Partito          |
| -------- | -------- | ---------------- | ---------------- |
|          | 1983     | Peter Bottomley  | Conservatore     |
|          | 1997     | Clive Efford     | Laburista        |
|          | 2024     | Collegio abolito | Collegio abolito |

## Elezioni

### Elezioni negli anni 2010
| Partito                    | Partito                                | Candidato                  | Risultati 12 dicembre 2019 | Risultati 12 dicembre 2019 |
| Partito                    | Partito                                | Candidato                  | Voti                       | %                          |
| -------------------------- | -------------------------------------- | -------------------------- | -------------------------- | -------------------------- |
|                            | Laburista                              | Clive Efford               | 20 550                     | 47,04                      |
|                            | Conservatore                           | Louie French               | 17 353                     | 39,72                      |
|                            | Lib Dem                                | Charley Hasted             | 2 941                      | 6,73                       |
|                            | Brexit                                 | Steve Kelleher             | 1 523                      | 3,49                       |
|                            | Verdi                                  | Matthew Stratford          | 1 322                      | 3,03                       |
|                            |                                        |                            |                            |                            |
| Iscritti                   | Iscritti                               | Iscritti                   | 64 086                     | 100,00                     |
| ↳ Votanti (% su iscritti)  | ↳ Votanti (% su iscritti)              | ↳ Votanti (% su iscritti)  | 43 689                     | 68,17                      |
| ↳ Astenuti (% su iscritti) | ↳ Astenuti (% su iscritti)             | ↳ Astenuti (% su iscritti) | 20 397                     | 31,83                      |
|                            |                                        |                            |                            |                            |
|                            | Esito: collegio confermato a Laburista |                            |                            |                            |

| Partito                    | Partito                                | Candidato                  | Risultati 8 giugno 2017 | Risultati 8 giugno 2017 |
| Partito                    | Partito                                | Candidato                  | Voti                    | %                       |
| -------------------------- | -------------------------------------- | -------------------------- | ----------------------- | ----------------------- |
|                            | Laburista                              | Clive Efford               | 25 128                  | 54,44                   |
|                            | Conservatore                           | Matt Hartley               | 18 832                  | 40,80                   |
|                            | Lib Dem                                | David Hall-Matthews        | 1 457                   | 3,16                    |
|                            | BNP                                    | John Clarke                | 738                     | 1,60                    |
|                            |                                        |                            |                         |                         |
| Iscritti                   | Iscritti                               | Iscritti                   | 64 474                  | 100,00                  |
| ↳ Votanti (% su iscritti)  | ↳ Votanti (% su iscritti)              | ↳ Votanti (% su iscritti)  | 46 155                  | 71,59                   |
| ↳ Astenuti (% su iscritti) | ↳ Astenuti (% su iscritti)             | ↳ Astenuti (% su iscritti) | 18 319                  | 28,41                   |
|                            |                                        |                            |                         |                         |
|                            | Esito: collegio confermato a Laburista |                            |                         |                         |

| Partito                    | Partito                                | Candidato                  | Risultati 7 maggio 2015 | Risultati 7 maggio 2015 |
| Partito                    | Partito                                | Candidato                  | Voti                    | %                       |
| -------------------------- | -------------------------------------- | -------------------------- | ----------------------- | ----------------------- |
|                            | Laburista                              | Clive Efford               | 18 393                  | 42,62                   |
|                            | Conservatore                           | Spencer Drury              | 15 700                  | 36,38                   |
|                            | UKIP                                   | Peter Whittle              | 6 481                   | 15,02                   |
|                            | Lib Dem                                | Alex Cunliffe              | 1 308                   | 3,03                    |
|                            | Verdi                                  | James Parker               | 1 275                   | 2,95                    |
|                            |                                        |                            |                         |                         |
| Iscritti                   | Iscritti                               | Iscritti                   | 63 998                  | 100,00                  |
| ↳ Votanti (% su iscritti)  | ↳ Votanti (% su iscritti)              | ↳ Votanti (% su iscritti)  | 43 157                  | 67,43                   |
| ↳ Astenuti (% su iscritti) | ↳ Astenuti (% su iscritti)             | ↳ Astenuti (% su iscritti) | 20 841                  | 32,57                   |
|                            |                                        |                            |                         |                         |
|                            | Esito: collegio confermato a Laburista |                            |                         |                         |

| Partito                    | Partito                                | Candidato                  | Risultati 6 maggio 2010 | Risultati 6 maggio 2010 |
| Partito                    | Partito                                | Candidato                  | Voti                    | %                       |
| -------------------------- | -------------------------------------- | -------------------------- | ----------------------- | ----------------------- |
|                            | Laburista                              | Clive Efford               | 17 416                  | 41,50                   |
|                            | Conservatore                           | David Gold                 | 15 753                  | 37,54                   |
|                            | Lib Dem                                | Steven Toole               | 5 299                   | 12,63                   |
|                            | BNP                                    | Roberta Woods              | 1 745                   | 4,16                    |
|                            | UKIP                                   | Ray Adams                  | 1 011                   | 2,41                    |
|                            | Verdi                                  | Arthur Hayles              | 419                     | 1,00                    |
|                            | Democratici                            | Mike Tibby                 | 217                     | 0,52                    |
|                            | Indipendente                           | Andrew Graham              | 104                     | 0,25                    |
|                            |                                        |                            |                         |                         |
| Iscritti                   | Iscritti                               | Iscritti                   | 77 724                  | 100,00                  |
| ↳ Votanti (% su iscritti)  | ↳ Votanti (% su iscritti)              | ↳ Votanti (% su iscritti)  | 41 964                  | 53,99                   |
| ↳ Astenuti (% su iscritti) | ↳ Astenuti (% su iscritti)             | ↳ Astenuti (% su iscritti) | 35 760                  | 46,01                   |
|                            |                                        |                            |                         |                         |
|                            | Esito: collegio confermato a Laburista |                            |                         |                         |

### Elezioni negli anni 2000
| Partito                    | Partito                                | Candidato                  | Risultati 5 maggio 2005 | Risultati 5 maggio 2005 |
| Partito                    | Partito                                | Candidato                  | Voti                    | %                       |
| -------------------------- | -------------------------------------- | -------------------------- | ----------------------- | ----------------------- |
|                            | Laburista                              | Clive Efford               | 15 381                  | 43,57                   |
|                            | Conservatore                           | Spencer Drury              | 12 105                  | 34,29                   |
|                            | Lib Dem                                | Ian Gerrard                | 5 669                   | 16,06                   |
|                            | UKIP                                   | Jeremy Elms                | 1 024                   | 2,90                    |
|                            | BNP                                    | Barry Roberts              | 979                     | 2,77                    |
|                            | Indipendente                           | Andrew Graham              | 147                     | 0,42                    |
|                            |                                        |                            |                         |                         |
| Iscritti                   | Iscritti                               | Iscritti                   | 56 797                  | 100,00                  |
| ↳ Votanti (% su iscritti)  | ↳ Votanti (% su iscritti)              | ↳ Votanti (% su iscritti)  | 35 305                  | 62,16                   |
| ↳ Astenuti (% su iscritti) | ↳ Astenuti (% su iscritti)             | ↳ Astenuti (% su iscritti) | 21 492                  | 37,84                   |
|                            |                                        |                            |                         |                         |
|                            | Esito: collegio confermato a Laburista |                            |                         |                         |

| Partito                    | Partito                                | Candidato                  | Risultati 7 giugno 2001 | Risultati 7 giugno 2001 |
| Partito                    | Partito                                | Candidato                  | Voti                    | %                       |
| -------------------------- | -------------------------------------- | -------------------------- | ----------------------- | ----------------------- |
|                            | Laburista                              | Clive Efford               | 17 855                  | 52,84                   |
|                            | Conservatore                           | Sharon Massey              | 10 859                  | 32,13                   |
|                            | Lib Dem                                | Martin Morris              | 4 121                   | 12,20                   |
|                            | UKIP                                   | Terrence Jones             | 706                     | 2,09                    |
|                            | Indipendente                           | Andrew Graham              | 251                     | 0,74                    |
|                            |                                        |                            |                         |                         |
| Iscritti                   | Iscritti                               | Iscritti                   | 57 554                  | 100,00                  |
| ↳ Votanti (% su iscritti)  | ↳ Votanti (% su iscritti)              | ↳ Votanti (% su iscritti)  | 41 964                  | 72,91                   |
| ↳ Astenuti (% su iscritti) | ↳ Astenuti (% su iscritti)             | ↳ Astenuti (% su iscritti) | 15 590                  | 27,09                   |
|                            |                                        |                            |                         |                         |
|                            | Esito: collegio confermato a Laburista |                            |                         |                         |

## Risultati dei referendum

### Referendum sulla permanenza del Regno Unito nell'Unione europea del 2016
|  | Collegio    | Lasciare UE % | Rimanere in UE % |
|  | ----------- | ------------- | ---------------- |
|  | Eltham      | 51,8%         | 48,2%            |
|  | Inghilterra | 53,3%         | 46,7%            |
|  | Regno Unito | 51,9%         | 48,1%            |